# Fermín IV
Fermín IV (справжнє ім'я Фермін ІВ Кабальєро Елізондо) — мексиканський репер. Був учасником групи Control Machete, яку покинув 2002 року і почав кар'єру сольного реп-виконавця, дебютувавши альбомом «Boomerang». Є одним з піонерів мексиканського репу і найвідомішим репером Мексики.

## Ранні роки
Fermín IV виріс слухаючи американці гурти Cypress Hill і Wu-Tang Clan, і саме під їхнім впливом почав писати свій реп.

## Музична кар'єра
У 1994 році його перша група Prófuga de Metate, дебютувала з першим самостійним демо-альбомом.
Через рік утворює гурт Control Machete, який доволі швидко стає  всесвітньою популярним.  Одразу два  альбоми Mucho Barato (1997) та Artilleria Pesada Presenta (1999), очолюють топ, за найбільшою кількістю проданих копій серед латиноамериканських реп виконавців. [Архівовано 1 липня 2021 у Wayback Machine.] Mucho Barato, один з кращих альбомів був проданий понад 500 мільйонів копій.
Після переїзду з Монтеррея в Куернаваку, Морелос Фермін IV почав працювати над своїм першим сольним альбомом. У лютому 2001 року Universal Music Mexico підписує контракт з ним, щоб випустити альбом «Boomerang», який включав трек "004", що увійшов до саундтреку фільму "XXX".

## Дискографія
Сольно
- 2002: Boomerang
- 2017: Odio/Amor
- 2018: Laberinto

З Control Machete
- 1996: Mucho Barato
- 1999: Artillería Pesada, Presenta
- 2002: Solo Para Fanáticos
- 2003: Uno, Dos:Bandera[4]